# Marquesat de Villalba (1567)
|  | No s'ha de confondre amb Marquesat de Villalba (1693). |

El marquesat de Villaba és un títol nobiliari espanyol. La denominació fa referència a la vila de Villalba de los Barros, a Extremadura. El seu escut d'armes és: sobre camp d'or, cinc fulles de figuera, de sinople, posades en aspa.
Fou concedit per Felip II de Castella el 28 de setembre de 1567 a Lorenzo Suárez de Figueroa y Dormer, virrei de Galícia i Sicília, ambaixador a Roma, representant del rei davant l'emperador Rodolf II, i més tard duc de Feria. La concessió es va fer en reconeixement dels mèrits del seu pare i va ser destinat als hereus de la casa de Feria. A començaments de segle xviii, el títols i possessions de la casa de Feria van passar a la de Medinaceli, amb Nicolás Fernández de Córdoba y de la Cerda.
El titular actual és Rafael de Medina Abascal, duc de Feria. El març de 2021 va anunciar la seva decisió de cedir el títol al seu germà menor, Luis.

## Llista de titulars
| Núm. | Titular                                                         | Període   | Ref.  |
| ---- | --------------------------------------------------------------- | --------- | ----- |
| 1    | Lorenzo Suárez de Figueroa y Dormer                             | 1567-1587 | [ 6 ] |
| 2    | Gómez Suárez de Figueroa y Córdoba                              | 1587-1607 | [ 6 ] |
| 3    | Lorenzo Suárez de Figueroa y Córdoba                            | 1607-1634 | [ 6 ] |
| 4    | Luis Ignacio Fernández de Córdoba y Enríquez de Ribera          | 1637-1650 | [ 6 ] |
| 5    | Luis Mauricio Fernández de Córdoba y Figueroa                   | 1650-1679 | [ 6 ] |
| 6    | Manuel Fernández de Córdoba y de la Cerda                       | 1679-1700 | [ 6 ] |
| 7    | Nicolás Fernández de Córdoba y de la Cerda                      | 1700-1704 | [ 6 ] |
| 8    | Luis Antonio Fernández de Córdoba y Spínola                     | 1704-1739 | [ 6 ] |
| 9    | Pedro de Alcántara Fernández de Córdoba y Moncada               | 1739-1768 | [ 6 ] |
| 10   | Luis María Fernández de Córdoba y Gonzaga                       | 1769-1789 | [ 6 ] |
| 11   | Luis Joaquín Fernández de Córdoba y Benavides                   | 1789-1813 | [ 6 ] |
| 12   | Luis Tomás Fernández de Córdoba y Ponce de León                 | 1813-1849 | [ 6 ] |
| 13   | Luis María Fernández de Córdoba y Pérez de Barradas             | 1853-1879 | [ 6 ] |
| 14   | Luis Jesús Fernández de Córdoba y Salabert                      | 1880-1956 | [ 6 ] |
| 15   | Victoria Eugenia Fernández de Córdoba y Fernández de Henestrosa | 1956-1969 | [ 6 ] |
| 16   | Rafael de Medina y Fernández de Córdoba                         | 1969-2001 | [ 6 ] |
| 17   | Rafael de Medina Abascal                                        | 2002-Avui | [ 6 ] |